# Високе-Друге
Високе-Друге (пол. Wysokie Drugie) — село в Польщі, у гміні Скербешів Замойського повіту Люблінського воєводства.
Населення — 49 осіб (2011).
У 1975-1998 роках село належало до Замойського воєводства.

## Демографія
Демографічна структура станом на 31 березня 2011 року:
|          | Загалом | Допрацездатний вік | Працездатний вік | Постпрацездатний вік |
| -------- | ------- | ------------------ | ---------------- | -------------------- |
| Чоловіки | 22      | 1                  | 13               | 8                    |
| Жінки    | 27      | 5                  | 11               | 11                   |
| Разом    | 49      | 6                  | 24               | 19                   |